# Henrik av Preussen (1862–1929)
Henrik av Preussen (fullständigt tyskt namn: Albert Wilhelm Heinrich), född den 14 augusti 1862 på Neues Palais i Potsdam, död den 20 april 1929 på slottet Hemmelmark vid Eckernförde, var en tysk och preussisk prins samt amiral. Han var son till kejsar Fredrik III av Tyskland och bror till kejsar Vilhelm II av Tyskland.

## Biografi
Henrik var sjöofficer och var länge stationerad i Kiel. Under första världskriget var han chef för den tyska östersjöflottan och generalinspektör för marinen.
Prinsen var mycket intresserad av motorsport och motortävlingarna Prinz-Heinrich-Fahrt (Prince Henry Tours), som anordnades 1908-1911 uppkallades efter honom.
Gift 1888 på Charlottenburgs slott i Berlin, med sin kusin, Irene av Hessen (1866-1953), dotter till storhertig Ludvig IV av Hessen. Ett mycket lyckligt äktenskap.

### Barn
- Waldemar (1889-  maj 1945 (död av komplikationer i samband med blödarsjuka); gift 1919 med Calixta Agnes zur Lippe (1895-1982). Barnlösa.
- Sigismund (1896-1978); gift 1919 med Charlotte Agnes av Sachsen-Altenburg (1899-1989)
- Heinrich Viktor (1900-1904) dog av blödarsjuka

## Utmärkelser
- Riddare av Serafimerorden, 17 oktober 1887.[8]